# Apeadero de Mirão
El Apeadero de Mirão es una plataforma ferroviaria de la Línea del Duero, que sirve a la localidad de Mirão, en Portugal.

## Historia
El tramo entre las Estaciones de Juncal y Régua de la Línea del Duero, donde esta plataforma se encuentra, fue inaugurado el 15 de julio de 1879.